# Ice Arena Tomaszów Mazowiecki
Ice Arena Tomaszów Mazowiecki is een schaatsbaan in de Poolse stad Tomaszów Mazowiecki, woiwodschap Łódź. Het is een overdekte 400-meter-kunstijsbaan die op 153 meter boven zeeniveau ligt.
In 2016 werden concrete plannen bekend om de eerste overdekte ijsbaan van Polen te gaan bouwen in Tomaszów Mazowiecki. In oktober 2017 is de ijsbaan geopend, als vervanger van Tor Pilica.
Anno oktober 2019 is Arena Lodowa de enige overdekte ijsbaan van Polen en een van de vier kunstijsbanen in Polen die gebruikt wordt voor onder meer de Poolse kampioenschappen afstanden, allround en sprint.

## Grote wedstrijden

### Internationale kampioenschappen
- 2020 - WK junioren

### Wereldbekerwedstrijden
- 2018/2019 - Wereldbeker junioren 1
- 2018/2019 - Wereldbeker 3
- 2019/2020 - Wereldbeker 2
- 2021/2022 - Wereldbeker 1
- 2022/2023 - Wereldbeker 5
- 2022/2023 - Wereldbekerfinale
- 2023/2024 - Wereldbeker 4
- 2024/2025 - Wereldbeker 5

### Baanrecords
| Afstand              | Schaatser                                              | Land | Tijd     | Datum      |
| -------------------- | ------------------------------------------------------ | ---- | -------- | ---------- |
| 100 m                | Gaweł Oficjalski                                       | POL  | 9,98     | 18-08-2019 |
| 500 m                | Gao Tingyu                                             | CHN  | 34,26    | 12-11-2021 |
| 1000 m               | Jordan Stolz                                           | USA  | 1.08,42  | 22-02-2025 |
| 1500 m               | Jordan Stolz                                           | USA  | 1.45,08  | 21-02-2025 |
| 3000 m               | Mats Bendijk                                           | NED  | 3.48,20  | 07-12-2024 |
| 5000 m               | Sander Eitrem                                          | NOR  | 6.15,06  | 18-02-2023 |
| 10.000 m             | Jorrit Bergsma                                         | NED  | 13.14,95 | 09-12-2018 |
| Ploegenachtervolging | Marcel Bosker Douwe de Vries Patrick Roest             | NED  | 3.45,68  | 24-11-2019 |
| Teamsprint           | Cooper McLeod Conor McDermott-Mostowy Zach Stoppelmoor | POL  | 1.19,27  | 23-02-2025 |
| 2×500 m              | Dawid Burzykowski                                      | POL  | 75,820   | 10-12-2017 |
| Sprintvierkamp       | Piotr Michalski                                        | POL  | 141,405  | 17-12-2017 |
| Minivierkamp         | Jan Świątek                                            | POL  | 158,404  | 21-01-2018 |
| Kleine vierkamp      | Szymon Wojtakowski                                     | POL  | 156,412  | 31-01-2021 |
| Grote vierkamp       | Jan Szymański                                          | POL  | 154,313  | 28-10-2017 |

| Afstand              | Schaatsster                                        | Land | Tijd     | Datum      |
| -------------------- | -------------------------------------------------- | ---- | -------- | ---------- |
| 100 m                | Kaja Ziomek                                        | POL  | 10,86    | 18-08-2019 |
| 500 m                | Erin Jackson                                       | USA  | 37,55    | 13-11-2021 |
| 1000 m               | Brittany Bowe                                      | USA  | 1.14,78  | 13-11-2021 |
| 1500 m               | Miho Takagi                                        | JPN  | 1.56,00  | 14-11-2021 |
| 3000 m               | Ragne Wiklund                                      | NOR  | 4.02,79  | 17-02-2023 |
| 5000 m               | Esmee Visser                                       | NED  | 7.05,18  | 09-12-2018 |
| 10.000 m             | Karolina Gąsecka                                   | POL  | 16.27,45 | 11-11-2018 |
| Ploegenachtervolging | Ivanie Blondin Valérie Maltais Isabelle Weidemann  | CAN  | 3.00,82  | 07-12-2018 |
| Teamsprint           | Olga Fatkoelina Darja Katsjanova Angelina Golikova | RUS  | 1.27,65  | 22-11-2019 |
| 2×500 m              | Andżelika Wójcik                                   | POL  | 81,810   | 10-12-2017 |
| Sprintvierkamp       | Karolina Bosiek                                    | POL  | 155,675  | 29-11-2020 |
| Minivierkamp         | Femke Kok                                          | NED  | 161,087  | 22-02-2020 |
| Kleine vierkamp      | Karolina Bosiek                                    | POL  | 166,981  | 22-11-2020 |

## Tor Pilica
Tor Pilica is een voormalige schaatsbaan in de Poolse stad Tomaszów Mazowiecki, woiwodschap Łódź. Het was een onoverdekte 400-meter-kunstijsbaan die op 153 meter boven zeeniveau lag.
Sinds 1971 lag er in Tomaszów een natuurijsbaan. De constructie van de kunstijsbaan begon in 1979 en de baan werd geopend in 1984. In 2016 werd de ijsbaan gesloten.
Arena Ritten ·
Asama Onsen Skating Rink ·
De Bonte Wever ·
De Uithof ·
Vechtsebanen ·
Sportpaleis Krylatskoje ·
IJsstadion Davos · 
Fram kunstisbane ·
Gaétan Boucher Oval ·
Gunda Niemann-Stirnemann Halle ·
Hamar Stadion ·
Heilongjiang Indoor Rink ·
Horst-Dohm-Eisstadion ·
Ice Arena Tomaszów Mazowiecki ·
IJssportcentrum Eindhoven ·
IJsstadion Stadspark ·
Isstadion Eskilstuna ·
James B. Sheffield Olympic Skating Rink ·
Jeonju Ice Rink ·
Provinciale ijsbaan van Jilin ·
Guidant John Rose Minnesota Oval ·
Kometa ·
Leangen Kunstis ·
Lövsta Idrottsplats ·
Ludwig Schwabl Stadion ·
M-Wave ·
Machiyama Highland Skating Center ·
Max Aicher Arena ·
Medeo ·
Minsk Arena ·
National Speed Skating Oval ·
No Mori Skating Centre ·
Olympia Eisstadion Innsbruck ·
Olympic Oval ·
Oulunkylä ·
Oval Lingotto ·
Pettit National Ice Center ·
Ruddalens IP ·
Savalen kunstisbane ·
Skien isstadion ·
Slåtthaug kunstisbane ·
Sørmarka Arena ·
Sportforum Hohenschönhausen ·
Sportpaleis Alau ·
Stade de Patinage Olympique ·
Stadio del Ghiaccio ·
Taereung Ice Rink ·
Thialf ·
Tokachi Oval ·
Tomakomai Highland Sport Center ·
Tor Stegny ·
Uiam Rink ·
Uralskaja Molnija ·
US High Mountain Altitude Sportcenter ·
Utah Olympic Oval ·
Valle Hovin kunstisbane ·
Vikingskipet ·
Skating Center Karuizawa